# Matthias Reim
 Matthias Reim  (Korbach Hesse, 26 de Novembro de 1957) é um cantautor, guitarrista, compositor e produtor musical alemão.

## Artistas com Reim como cantor /compositor
- Roberto Blanco
- Bernhard Brink
- Christoph Brüx[1]
- Jürgen Drews
- Tina York

## Álbuns[2]
- 1990: Reim[3]
- 1991: Reim 2
- 1993: Sabotage (Sabotar)
- 1994: Zauberland (Terra de Oz)
- 1995: Wonderland (País das maravilhas) (Zauberland in Canada)
- 1995: Alles Klar (Toda desobstruído)
- 1997: Reim 3
- 1998: Sensationell (Sensacional)
- 1999: 10 Jahre intensiv
- 2000: Wolkenreiter (Nuvem de do cavaleiro)
- 2002: Morgenrot (Aurora)
- 2003: Reim
- 2004: Déjà Vu
- 2005: Unverwundbar (Invulnerável)
- 2006: Die Fan-Edition
- 2007: Männer sind Krieger (Os homens são guerreiros)
- 2010: Sieben Leben (sete vidas)
- 2013: Unendlich
- 2014: Die Leichtigkeit des Seins
- 2016: Phoenix